# Хедонизам
Хедонизам је тежња ка задовољству које је само по себи сврха и прави циљ свих деловања. Хедонизам има упориште у бројним филозофским мишљењима: Епикуру и епикурејцима, утопистима као што је Томас Мор, утилитаристима, филозофима натуралистима, као и психологији понашања. Како постоје различите концепције задовољства, постоје и различите варијанте хедонизма. Психолошки хедонизам заступа мишљење да појединац треба и мора да делује у циљу остварења жеље за задовољством, егоистички еротични хедонизам да појединац мора да делује у складу са оним што му највише доноси задовољство на дужи период и, најзад, универзални хедонизам да појединац мора да делује у складу са оним што ће током дугог времена да задовољава највећи број људи.
Психотерапијска пракса је показала да постоје особе чије је животно „верују“ стално достизање задовољства и уживања у том стању. Сексуално функционисање и понашање је код таквих особа често толико вредновано да се поклапа са самом суштином њиховог постојања, па западају у различита интензивна стања страха и поремећаје расположења када у том погледу ствари крену путем који се не жели.
Епикуров хедонизам је у ствари продуховљени хедонизам. Он сматра да су душевни болови тежи од телесних, јер тело пати само због садашњих болова, а душа подноси и прошле и садашње, а можда и будуће болове под задовољством подразумевају одсуство телесних болова и душевног неспокојства. Пријатан живот пружа само разум који критички процењује разлоге за бирање или одбацивање мишљења. Погрешна мишљења представљају главни узрок за појаву душевних збрка и неспокојства.